# Fetty Wap
Fetty Wap (англ. Willie Maxwell; нар. 7 червня 1991, Патерсон, Нью-Джерсі, США) — американський хіп-хоп виконавець. Здобув популярність завдяки синглу «Trap Queen».
Завдяки комерційному успіху «Trap Queen», підписав контракт із звукозаписною компанією 300 Entertainment, що належить Atlantic Records. Згодом випустив кілька синглів, які увійшли в першу десятку хіт-параду Billboard Hot 100. Однойменний студійний альбом Fetty дебютував на першому рядку Billboard 200.

## Життєпис
Віллі Максвелл народився 7 червня 1991 року і виріс у Патерсоні, штат Нью-Джерсі.
Максвелл народився з глаукомою обох очей,  про це він розповів у інтерв'ю 2015 року, лікарі не змогли врятувати його ліве око, а натомість забезпечили йому очні протези.
Він почав цікавитися музикою в 2013 році. Спочатку він почав працювати лише як репер, потім вирішив почати співати, оскільки він «хотів зробити щось інше». Він був прозваний «Fetty» (сленгова назва «грошей»), оскільки він був відомий заробітком грошей. «Wap» було додано до кінця імені, щоб вшанувати псевдонім Gucci Mane, GuWop.

## Творчість

### Музичний стиль
Fetty Wap згадав про свою музику як «невіруючий R&B». Він поєднує спів і реп.